# Desborough
Desborough – miasto i civil parish w Wielkiej Brytanii, w Anglii, w regionie East Midlands, w hrabstwie Northamptonshire, w dystrykcie (unitary authority) North Northamptonshire. Leży 8,6 km od miasta Kettering, 22,6 km od miasta Northampton i 114,7 km od Londynu. W 2011 roku civil parish liczyła 10 697 mieszkańców. Desborough jest wspomniana w Domesday Book (1086) jako De(i)sburg/Dereburg.

## Współpraca
Miejscowość partnerska:
- Bièvre, Belgia